# Макаренко Герман Георгійович
Ге́рман Гео́ргійович Макаренко (29 червня 1961, Львів, Українська РСР, СРСР) — диригент Національного академічного театру опери та балету України імені Тараса Шевченка, головний диригент та художній керівник оркестру «Київ-Класик», народний артист України, кандидат філософських наук, доктор мистецтвознавства, професор, Посол української культури, перший український музикант, якому присвоєно звання «Артист ЮНЕСКО в ім'я миру», Почесний громадянин міста Києва, автор та ініціатор міжнародних проєктів, у тому числі під егідою ООН та ЮНЕСКО, голова організаційного комітету Віденських балів в Україні, перший виконавець та диригент-постановник опери Д. Бортнянського «Креонт» (світова прем'єра 11 листопада 2024 р., м. Київ).
Автор щорічних ексклюзивних проєктів — «Концерт прем'єр», «Новорічний Штраус-концерт», «Освідчення в коханні», концерти, присвячені 60-й, 65-й, 70-й річниці ООН, «Україна Китаю», міжнародні проєкти, що об'єднали Артистів ЮНЕСКО в ім'я миру — «Мистецтво проти пандемії», «Меседж миру» та багато інших.
Гастролював в багатьох країнах світу — США, Канаді, Франції, Італії, Ірані, Росії, Кіпрі, Чехії, Хорватії, Словаччині, Македонії, Норвегії, Бельгії, Сербії, Китаї, Єгипті, Кувейті, та ін. Виступав у престижних концертних залах світу: Великий зал штаб-квартири ЮНЕСКО, зал церкви Сен-Мадлен у Парижі, зал ім. Бедржиха Сметани в Празі, Королівський Галльський зал в Брюсселі, Каїрський оперний театр, театр Абдула Хуссейна Абдула Рідха Салмія, Оперний театр в м. Гуанчжоу, Оперний театр в м. Сямень та ін.
Записав понад 15 компакт-дисків із творами західноєвропейських, російських, українських композиторів (включаючи повну музичну версію балетів П. І. Чайковського «Лебедине озеро», «Лускунчик», опери В. Губаренка «Ніжність» та інших).
Автор монографій — «Музика і філософія: Шопенгауер, Вагнер, Ніцше», «Творчість диригента: естетико-мистецтвознавчі виміри» та навчального посібника для студентів закладів вищої освіти.

## Життєпис
Герман Макаренко народився в 1961 році у Львові в родині оперних солістів: мати солістка балету, батько — соліст опери (тенор).
«Я народився за лаштунками опери, навіть ім'я мені дали на честь героя "Пікової дами", улюбленої опери мого батька», — каже Герман Макаренко.
Він навчався в Київській середній спеціальній музичній школі імені Миколи Лисенка, закінчив фортепіанний факультет, а згодом — оперно-симфонічне диригування Національної музичної академії України імені П. І. Чайковського (в ті часи — Державна консерваторія ім. П. І. Чайковського). Після закінчення він уже був лауреатом декількох республіканських конкурсів. З 1982 року розпочинається кар'єра диригента, хоча сам Маестро вважає свою роботу більше місією, ніж професією.
Серед наставників, які мали великий вплив на становлення та долю молодого музиканта, були народні артисти України Роман Кофман та Олег Рябов, а також головний диригент Національної опери України — Стефан Турчак. Це він запросив у 1987 році, тоді молодого стажера в Оперний театр, де Герман, як диригент-початківець, пройшов усі стадії формування — від асистента-стажиста до провідного диригента.
Гастролював з різними симфонічними оркестрами та оперними театрами по всьому світу, включаючи Сполучені Штати Америки, Канаду, Францію, Італію, Бельгію, Сербію, Чехію, Хорватію, Македонію, Словаччину, Іран, Кіпр, Росію, Єгипет, Норвегію, Кувейт та інші.
Герман Макаренко є прихильником благодійних проєктів, він впевнений, що музика може зцілити людську душу: «Якщо ти почуваєшся добре, то повинен поділитися своїм щастям з тими, хто цього потребує», — каже він. Тому разом з оркестром «Київ-Класик» Маестро бере участь у Благодійних віденських балах по всьому світу, організовує інтерактивні концерти для дітей на Новий рік та День Святого Миколая. Оркестр під його керівництвом можна побачити не тільки на оперних сценах, але і в соціальних центрах, дитячих лікарнях і навіть у мистецьких проєктах у метро.
Його син і донька — двійнята, які навчаються в музичній школі, відвідують усі його концерти, вчаться грати на скрипці і навіть виступають з батьком на міжнародних гастролях. «Я б дуже хотів, щоб вони любили щось так само, як я люблю і обожнюю диригувати», — каже Маестро.
Історія створення оркестру «Київ-Класик» також незвична: проєкт, якому Герман Макаренко присвятив багато років свого життя з 2004 року, народився в Парижі. Один із перших концертних виступив музиканти дали в соборі Сен-Мадлен у Парижі, а наступний — у престижній Великій залі ЮНЕСКО. Українські музиканти «успішно склали цей іспит» і вже багато років гастролюють по всьому світу. Оркестр широко представляє європейську та українську класику в багатьох країнах на різних континентах.
Симфонічний оркестр «Київ-Класик» під керівництвом Германа Макаренка отримав широке визнання в Україні та за кордоном. Високий професійний статус колективу значною мірою підтримується його ексклюзивними музичними проєктами, серед яких «Концерт прем'єр», «Новорічний Штраус-концерт», «Освідчення в коханні», Віденські бали в Україні, Кіпрі, Норвегії, а також: «Польсько-литовсько-український» концерт, присвячений 100-річчю європейської Конституції, «Тисячоліття української скрипки», виконаний на інструментах струнного майстра Флоріана Юр'єва.
Маестро Макаренко плідно співпрацює з Артистами ЮНЕСКО в ім'я миру, а також з відомими композиторами, музикантами та скульпторами в усьому світі — від Нью-Йорка до Каїру, від Парижа до Пекіна в рамках місії Фонду «Глобал Хармоні Арт».

## Нагороди
- Заслужений діяч мистецтв України (23 травня 2002) — за вагомий особистий внесок у соціально-економічний та культурний розвиток столиці України
- Орден «За заслуги» III ст. (28 листопада 2006) — за вагомий особистий внесок у соціально-економічний і культурний розвиток України, вагомі досягнення у професійній діяльності, багаторічну сумлінну працю та з нагоди річниці підтвердження всеукраїнським референдумом 1 грудня 1991 року Акта проголошення незалежності України[29]
- Посол української культури (22 грудня 2006)
- Народний артист України (27 червня 2015) — за значний особистий внесок у державне будівництво, соціально-економічний, науково-технічний, культурно-освітній розвиток України, вагомі трудові здобутки та високий професіоналізм[30]
- Артист ЮНЕСКО в ім'я миру (29 листопада 2016) — на знак визнання прагнення сприяти музиці як засобу діалогу та взаєморозуміння між людьми[31][32]
- Почесний громадянин міста Києва (13 липня 2023) — за значний особистий внесок в культурний розвиток міста Києва, у справу збагачення національної культурної та духовної спадщини міста, за видатні досягнення у розвитку науки, освіти, мистецтва, у зміцненні міжнародного авторитету столиці України - міста Києва[33]